# Suvi Lindén
Suvi Helmi Tellervo Lindén (ur. 19 kwietnia 1962 w Helsinkach) – fińska polityk, w latach 1999–2002 minister kultury, od 2007 do 2011 minister łączności, posłanka do Eduskunty.

## Życiorys
Ukończyła studia z zakresu sztuki na Uniwersytecie w Oulu. W pierwszej połowie lat 90. pracowała jako programista komputerowy w miejskim centrum informatycznym.
W 1989 została radną Oulu, przez rok była członkinią zarządu miasta. W latach 1993–1996 wchodziła w skład zarządu prowincji, następnie przez trzy lata przewodniczyła radzie regionalnej. W latach 1995 po raz pierwszy uzyskała mandat posłanki do Eduskunty. W 1999, 2003 i 2007 skutecznie ubiegała się o reelekcję w okręgu Oulu z ramienia Partii Koalicji Narodowej.
Od kwietnia 1999 do czerwca 2002 sprawowała urząd ministra kultury w drugim gabinecie Paava Lipponena. W kwietniu 2007 ponownie objęła stanowisko rządowe, kiedy to Matti Vanhanen powierzył jej nowo utworzony resort łączności (infrastruktury). Utrzymała zajmowane stanowisko również w powołanym 22 czerwca 2010 rządzie Mari Kiviniemi. W 2011 nie utrzymała mandatu poselskiego, a 22 czerwca tego samego roku odeszła z rządu.